# Weißenstadter Forst-Nord

Lage des ehemaligen gemeindefreien Gebiets Weißenstadter Forst-Nord

Der Weißenstadter Forst-Nord ist eine 5,45 km² große Gemarkung, die zu Bad Weißenstadt im oberfränkischen Landkreis Wunsiedel im Fichtelgebirge gehört. Am 1. Januar 2025 wurde das ehemalige gemeindefreie Gebiet nach Weißenstadt eingemeindet.

## Schutzgebiete

### Geotope

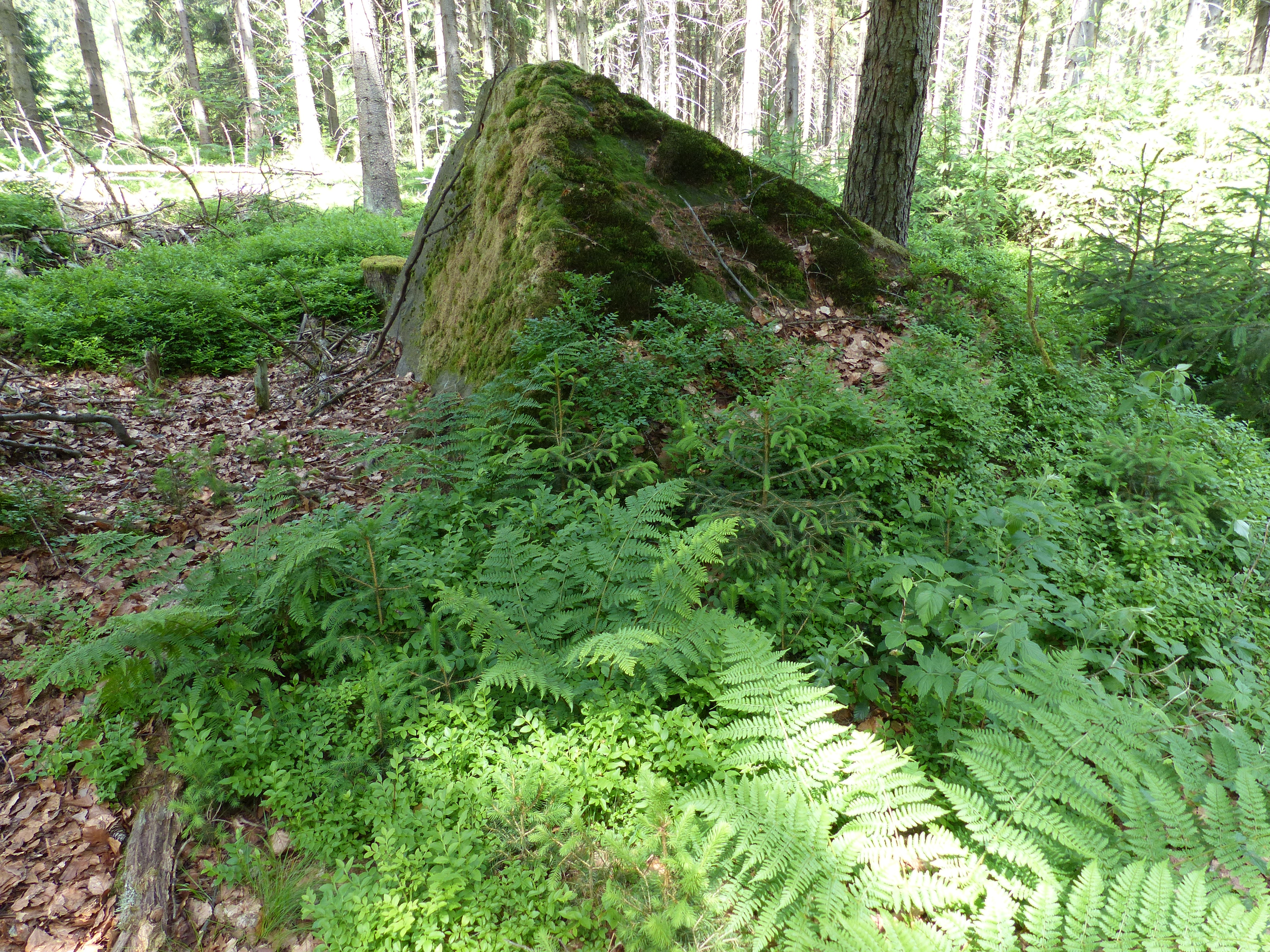
Zellerfels

- Zellerfels bei Ruppertsgrün (Geotop-Nummer 479R006)
- Felsburg Das Rondell (Geotop-Nummer 479R007)